# Fúria (1936)
Fury (Fúria no Brasil e em Portugal) é um filme estadunidense de 1936, do gênero policial, dirigido por Fritz Lang.
É o primeiro filme estadunidense de Lang, que foi criticado por ter aceito a imposição do estúdio e inocentado o protagonista.

## Elenco
- Sylvia Sidney.... Katherine Grant
- Spencer Tracy.... Joe Wilson
- Walter Abel.... promotor
- Bruce Cabot.... Kirby Dawson
- Edward Ellis.... xerife
- Walter Brennan.... 'Bugs' Meyers
- Frank Albertson.... Charlie
- George Walcott.... Tom
- Arthur Stone.... Durkin
- Morgan Wallace.... Fred Garrett
- George Chandler.... Milton Jackson

## Sinopse

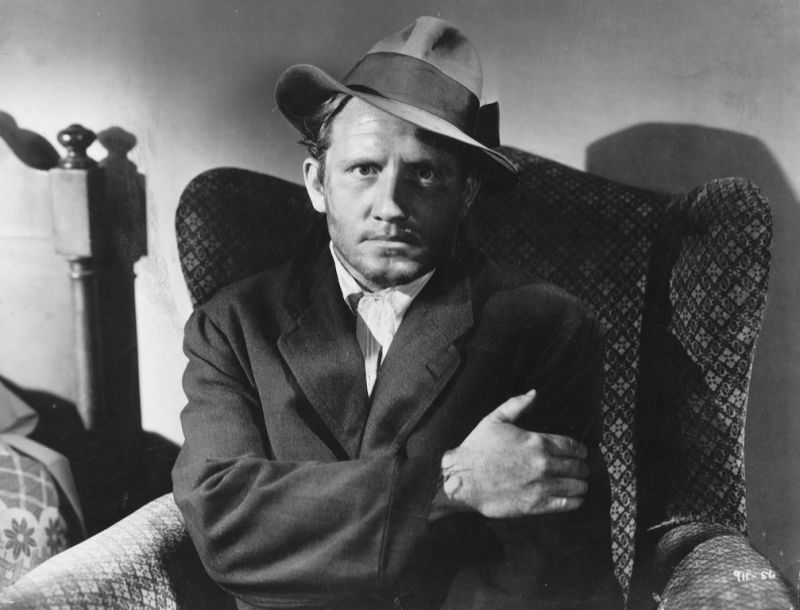
Spencer Tracy como Joe Wilson

Katherine Grant e Joe Wilson querem casar mas para isso precisam de dinheiro. Katherine aceita um emprego no Oeste, enquanto Joe continua em Chicago. Quando melhora de situação, ele compra um carro e vai ao encontro de Katherine. No meio do caminho, no entanto, ele é preso e confundido com um raptor de crianças, crime que enfurece a população local. Quando sabem da prisão de Joe, uma multidão raivosa invade a delegacia e ao não conseguir entrar na cadeia, a incendeia e Joe é dado como morto. Logo a seguir, o FBI prende os verdadeiros culpados pelo rapto e é iniciado o julgamento dos linchadores de Joe. Mas, contra as expectativas, Joe ainda está vivo. E não quer se revelar pois deseja se vingar de todos os que tentaram linchá-lo e espera que sejam condenados à morte.

## Principais prêmios e indicações
Oscar 1937 (EUA)
- Indicado na categoria de melhor roteiro original (Norman Krasna).